# Matthias Nöllke
Matthias Nöllke (* 26. Juni 1962 in Hannover) ist ein deutscher Autor und Redner.

## Leben
Nöllke studierte Literaturwissenschaft, Kommunikationswissenschaft, Politik- und Musikwissenschaft in Marburg und München. Er schloss ein Studium an der Ludwig-Maximilians-Universität in München mit der Promotion ab. Er ist Absolvent der Deutschen Journalistenschule in München.
Nach seiner Ausbildung widmete sich Nöllke vor allem dem Schreiben von Büchern. Diese handeln von Management, Kommunikation und Managementbionik, Themen für Mieter- und Vermieter, aber auch gänzlich anderen Themengebieten. Er ist Referent, oft zum Thema Management und Vertrauen. Vorträge hielt er unter anderem für Accenture, Daimler, Deutsche Bahn, Deutsche Bank, SAP oder Johnson & Johnson. Für den Bayerischen Rundfunk macht er Hörfunksendungen. Er ist der Autor mehrerer Artikel zum Thema Management und Arbeitswelt, unter anderem im Handelsblatt und Spiegel Online.
Beim Deutschen Journalistenkolleg, der Journalistenschule des Deutschen Fachjournalisten-Verbands ist er Studienbriefautor für den Fernstudiengang „Journalist/in“.
Matthias Nöllke ist verheiratet mit der Werbetexterin (Textbüro Nöllke) und Journalistin Claudia Nöllke.

## Bücher
- Anekdoten, Geschichten, Metaphern für Führungskräfte. Freiburg [Breisgau]: Haufe-Mediengruppe, 2002, ISBN 978-3-462-04157-6
- Aus die Maus: ungewöhnliche Todesanzeigen. (mit Christian Sprang), Köln: Kiepenheuer & Witsch, 2009, ISBN 978-3-462-04157-6
- Crashkurs kaufmännisches Rechnen. Freiburg i. Br.: Haufe, 2001, ISBN 978-3-448-04512-3
- Daniel Spitzers Wiener Spaziergänge: liberales Feuilleton im Zeitungskontext. Frankfurt am Main: Lang, 1994, ISBN 978-3-631-46739-8
- Der gut gelaunte Pessimist. München: Knaur, 2009, ISBN 978-3-426-64935-0
- Der Vermieter-Ratgeber (Nöllke, Matthias. - Planegg : Haufe, 2001) ISBN 	978-3-448-04650-2
- Die 101 häufigsten Fallen für Vermieter (Nöllke, Matthias. - Freiburg i. Br. : Haufe, 2006) ISBN 978-3-448-07259-4
- Die Mieterauswahl (Nöllke, Matthias. - München : Haufe Lexware, 2014, 1. Auflage 2014) ISBN 978-3-648-06351-4
- Die Sprache der Macht (Nöllke, Matthias. - Freiburg : Haufe Verlag GmbH & Co KG, 2010) ISBN 978-3-648-00921-5
- Die Vermieter-Mappe (Nöllke, Matthias. - Freiburg; Br. : Haufe, 2008) ISBN 	978-3-448-08786-4
- Entscheidungen treffen (Nöllke, Matthias. - Planegg : STS-Verl., 2001) ISBN 978-3-86027-396-8
- Hörst du mir überhaupt zu? (Nöllke, Matthias. - München : Goldmann, 2014) ISBN 	978-3-442-15789-1
- Ich mach mich vom Acker (Nöllke, Matthias. - Köln : Kiepenheuer & Witsch, 2013) ISBN 	978-3-462-04549-9
- Ich will mich aber aufregen! (Nöllke, Matthias. - Berlin : Schwarzkopf & Schwarzkopf, 2014) ISBN 	978-3-86265-392-8
- Immobilien erwerben (Nöllke, Matthias. - Planegg : STS-Verl., 1999) ISBN 978-3-86027-257-2
- In den Gärten des Managements (Nöllke, Matthias. - Freiburg, Br. : Haufe-Mediengruppe, 2011) ISBN	978-3-648-01946-7
- Knigge – peinliche Situationen meistern (Nöllke, Matthias. - Freiburg, Br. : Haufe-Mediengruppe, 2007) ISBN 	978-3-448-07550-2
- Konflikte mit Kollegen und Chefs (Nöllke, Matthias. - Planegg : WRS-Verl., 2000) ISBN 	978-3-8092-1441-0
- Kreativitätstechniken (Nöllke, Matthias. - Planegg : STS-Verl., 1998) ISBN 978-3-86027-192-6
- Lebendig reden mit Manuskript (Nöllke, Matthias. - München : C.H.Beck, 2017) ISBN 978-3-406-71538-9
- Machtspiele (Nöllke, Matthias. - Freiburg, Br. : Haufe, 2007) ISBN 	978-3-448-08053-7
- Man darf sich nur nicht erwischen lassen (Nöllke, Matthias. - München : Beck, 2015) ISBN 	978-3-406-67519-5
- Management (Nöllke, Matthias -Freiburg, Br. : Haufe, 2011) ISBN 978-3-648-01793-7
- Managementtechniken (Nöllke, Matthias. - Wiesbaden : Dt. Genossenschafts-Verl., 2002) ISBN kart.
- Managementwissen (Nöllke, Matthias. - Freiburg : Haufe Lexware, 2012) ISBN 978-3-648-02886-5
- Mein Haushaltsbuch (Nöllke, Matthias. - Freiburg : Haufe Verlag GmbH & Co KG, 2008) ISBN 978-3-648-01420-2
- Mein sicheres Zuhause (Nöllke, Matthias. - Freiburg, Br. : Haufe-Mediengruppe, 2009) ISBN 	978-3-448-09551-7
- Miete und Nebenkosten (Nöllke, Matthias. - Freiburg, Br. : Haufe-Mediengruppe, 2008) ISBN 	978-3-448-08723-9
- Mietverträge rechtssicher kündigen (Nöllke, Matthias. - München : Haufe Lexware, 2014) ISBN 978-3-648-06356-9
- Nebenkosten richtig abrechnen (Nöllke, Matthias. - München : Haufe Lexware, 2014) ISBN 978-3-648-06353-8
- Nebenkostenabrechnung für Vermieter (Nöllke, Matthias. - Freiburg i. Br. : Haufe, 2005) ISBN 	978-3-448-06550-3
- Peinliche Situationen meistern (Nöllke, Matthias. - Planegg b. München : Haufe, 2008) ISBN 	978-3-448-08814-4
- Praxiswissen Management (Nöllke, Matthias. - Freiburg, Br. : Haufe-Gruppe, 2015) ISBN 	978-3-648-07014-7
- Psychologie für Führungskräfte (Nöllke, Matthias. - München : Beck, 2009) ISBN 978-3-406-59357-4
- Reden aus dem Stand (Nöllke, Matthias. - München : Beck, 2015) ISBN 	978-3-406-67421-1
- Schlagfertigkeit (Nöllke, Matthias. - Planegg : STS-Verl., 1999) ISBN 	978-3-86027-260-2
- Small Talk – die besten Themen (Nöllke, Matthias. - Freiburg [Breisgau] : Haufe-Mediengruppe, 2006) ISBN 	978-3-448-06793-4
- So managt die Natur (Nöllke, Matthias. - Freiburg [Breisgau] : Haufe-Mediengruppe, 2003) ISBN 	978-3-448-05653-2
- Starke Worte – Einfach eine gute Rede halten (Nöllke, Matthias. - München : C.H.Beck, 2015) ISBN 978-3-406-68113-4
- Understatement (Nöllke, Matthias. - Freiburg : Verlag Herder, 2016) ISBN 978-3-451-80920-0
- Vertrauen (Nöllke, Matthias. - Freiburg, Br. : Haufe-Mediengruppe, 2009) ISBN 	978-3-448-09591-3
- Vertrauen im Beruf (Nöllke, Matthias. - München : Haufe Lexware, 2016) ISBN 978-3-648-08683-4
- Vielen Dank an das gesamte Team (Nöllke, Matthias. - Freiburg : Haufe Lexware, 2012) ISBN 978-3-648-02520-8
- Von Bienen und Leitwölfen (Nöllke, Matthias. - Freiburg, Br. : Haufe-Mediengruppe, 2008) ISBN 	978-3-448-09070-3